# Lancia Hyena

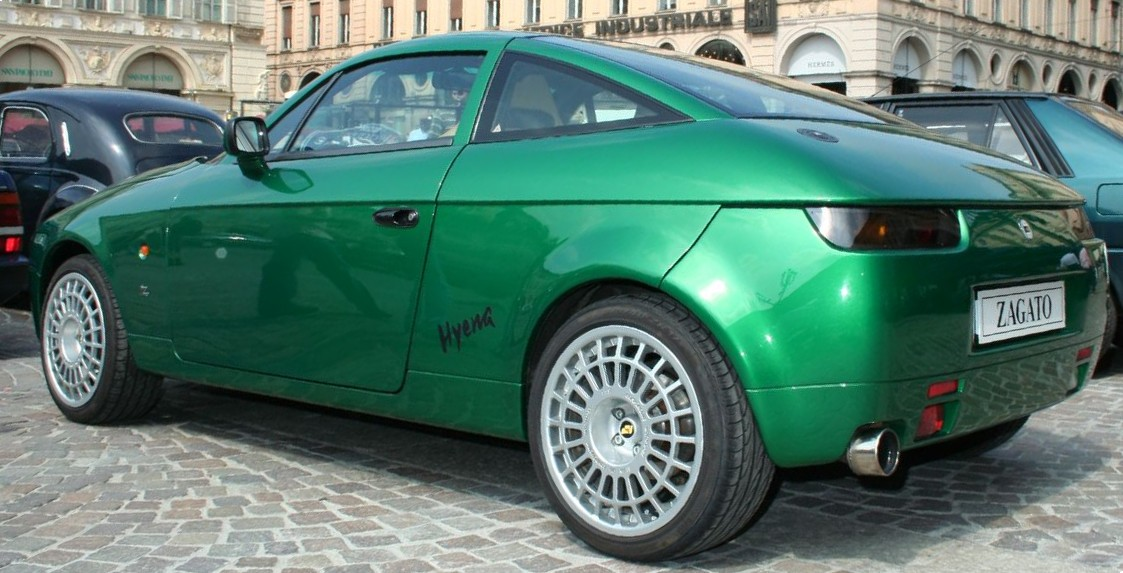
Vue de l'arrière

La Lancia Hyena est une voiture particulière produite à partir de la Lancia Delta Intégrale sur une étude du carrossier Zagato.

## Histoire
La carrozzeria Zagato de Milan est bien connue depuis des décennies pour ses propositions futuristes, avant-gardistes et souvent controversées. Nombreux ont été ses prototypes exposés dans les divers salons mondiaux qui sont passés à la production en petite série. Zagato, au début des années 90, est un petit carrossier italien qui conserve la tradition italienne des modèles "fuori serie" - hors série, comme les Alfa Romeo SZ/RZ, basée sur la berline Alfa Romeo 75. Son passé prestigieux a vu naître plusieurs petites séries de voitures déjà exceptionnelles, mises à la sauce de ce transformateur.
C'est en fait l’importateur néerlandais de Lancia, Paul Koot, qui est à l’origine du projet Hyena, car il voulait relancer la tradition des carrossiers italiens qui proposaient des voitures sportives à la présentation spécifique, sur la base d'un modèle existant. La carrosserie Zagato, auréolée par le succès des Alfa Romeo SZ et RZ est choisie pour le projet. Cela permet de réunir les meilleures chances de réussite : une unité de production italienne et un carrossier italien désireux d’offrir une carrosserie spéciale à la Delta Intégrale. Les auteurs du projet sont optimistes et envisagent une production de 500 exemplaires. Mais chose imprévisible, Fiat refuse de prendre part à ce projet et bride Lancia qui refuse de vendre les châssis de la Delta Intégrale.
Ce projet sera donc traité totalement hors agrément de la marque même si Lancia donne son accord pour que le nom Lancia et que son logo figure sur la voiture. Une telle situation ne rebute pas Koot et Zagato qui veulent malgré tout fabriquer la Hyena, même sans l'aide officielle de Lancia.
La carrosserie est un coupé 2 portes avec une forte personnalité sportive. La carrosserie est légère et plus aérodynamique que la voiture de série, qui était un des plus gros reproches que l’on pouvait faire à la Delta Intégrale. La carrosserie sera entièrement en aluminium, l’intérieur comportera de nombreux panneaux de carbone :  panneaux de portes, passage de tunnel et tableau de bord, en provenance d’une unité de production spécialisée dans la F1. Le poids se limite ainsi à 1148 kg, soit 15 % de moins que la Delta Intégrale EVO 1 qui a servi de base. Les Delta EVO étaient plus lourdes que les autres Delta Intégrales d'environ 50 kg, ce qui était compensé par les 215 ch au lieu de 200.
La Hyena est présentée au salon de Bruxelles de 1992. C’est une Lancia Delta Intégrale 16v EVO 1, version de 1991, qui sert de base avec sa mécanique de 210 ch. Si la transmission est identique, le moteur subit des améliorations et développe désormais 250 ch. Les performances sont aussi améliorées : 0 à 100 km/h en 5,4 s et la vitesse maximale frôle les 230 km/h. Au niveau carrosserie, cette voiture offre la particularité d'avoir un coffre qui ne s’ouvre pas.
Des options moteurs existent : deux stages 250cv et 280cv sont aux catalogues des options. Les couleurs sont à la carte du client mais le rouge et le jaune sont les plus vendues.
Sans le soutien officiel de Lancia, les prévisions de ventes ont dû être revues à la baisse. La production initiale, selon Zagato, devait être de 75 exemplaires. Ce ne seront que 25 exemplaires de cette voiture qui seront construits et vendus pendant 2 ans au prix de 210 000 francs suisse à l’époque. Ce montant astronomique n’a certes pas facilité la commercialisation de ce modèle mais la production longue et coûteuse n’a pas permis de fixer un prix final compétitif. Les voitures de base, les Lancia Delta Intégrale devaient être achetées neuves directement à Lancia en Italie et stockées aux Pays-Bas où elles étaient dépouillées de l’intérieur. Elles étaient ensuite renvoyées en Italie chez Zagato pour y être modifiées au niveau du châssis, l'empattement passant à 2474 mm, et recevoir la nouvelle carrosserie en aluminium. Les voitures étaient ensuite réexportées vers leur point de départ aux Pays-Bas pour recevoir les dernières finitions de l’aménagement intérieur.
Le bilan financier sera assez catastrophique, et pourtant la Lancia Hyena sera la dernière tentative de production d'une voiture complète en petite série chez Zagato. Zagato a effectué une reconversion spectaculaire comme consultant de luxe en carrosserie.